# Marlon Cornejo
Marlon Ivan Cornejo Rivas (San Salvador, El Salvador; 14 de septiembre de 1993) es un futbolista salvadoreño, juega como defensa y su actual equipo es el Club Deportivo Municipal Limeño de la Primera División de El Salvador.

## Carrera
Marlon Cornejo se inició en las reservas de Santa Tecla Fútbol Club, donde en el año 2014 debutó profesionalmente y ha ayudado al equipo a conseguir dos títulos de la Primera División de El Salvador. En junio de 2015 ganó su primer título con el equipo tecleño.

## Selección internacional
Marlon Cornejo recibió su primer llamado a la Selección de fútbol de El Salvador en septiembre de 2015, con miras a las eliminatorias mundialistas rumbo a Rusia 2018. Cornejo debutó con la selección de El Salvador el 4 de septiembre de 2015 en un duelo correspondiente a la tercera ronda de clasificación ante Curazao.

## Clubes
Actualizado al último partido jugado el 16 de febrero de 2025.
| Santa Tecla Fútbol Club · El Salvador             | 1.ª                 | 2014-15             | 39  | 7  | - | - | - | - | 39  | 7  |
| Santa Tecla Fútbol Club · El Salvador             | 1.ª                 | 2015-16             | 30  | 5  | - | - | 2 | 0 | 32  | 5  |
| Santa Tecla Fútbol Club · El Salvador             | 1.ª                 | 2016-17             | 50  | 15 | - | - | - | - | 50  | 15 |
| Santa Tecla Fútbol Club · El Salvador             | 1.ª                 | 2017-18             | 17  | 2  | - | - | 2 | 0 | 19  | 2  |
| Santa Tecla Fútbol Club · El Salvador             | Total               | Total               | 136 | 29 | 0 | 0 | 4 | 0 | 140 | 29 |
| Alianza Fútbol Club · El Salvador                 | 1.ª                 | 2018-19             | 31  | 4  | - | - | - | - | 31  | 4  |
| Alianza Fútbol Club · El Salvador                 | Total               | Total               | 31  | 4  | 0 | 0 | 0 | 0 | 31  | 4  |
| Club Deportivo Municipal Limeño · El Salvador     | 1.ª                 | 2019-20             | 2   | 0  | - | - | - | - | 2   | 0  |
| Club Deportivo Municipal Limeño · El Salvador     | Total               | Total               | 2   | 0  | 0 | 0 | 0 | 0 | 2   | 0  |
| Santa Tecla Fútbol Club · El Salvador             | 1.ª                 | 2020-21             | 30  | 3  | - | - | - | - | 30  | 3  |
| Santa Tecla Fútbol Club · El Salvador             | 1.ª                 | 2021-22             | 32  | 1  | - | - | - | - | 32  | 1  |
| Santa Tecla Fútbol Club · El Salvador             | Total               | Total               | 62  | 4  | 0 | 0 | 0 | 0 | 62  | 4  |
| Asociación Deportiva Isidro Metapán · El Salvador | 1.ª                 | 2022-23             | 23  | 1  | - | - | - | - | 23  | 1  |
| Asociación Deportiva Isidro Metapán · El Salvador | Total               | Total               | 23  | 1  | 0 | 0 | 0 | 0 | 23  | 1  |
| Club Deportivo Platense · El Salvador             | 1.ª                 | 2023-24             | 42  | 2  | - | - | - | - | 42  | 2  |
| Club Deportivo Platense · El Salvador             | 1.ª                 | 2024-25             | 15  | 0  | - | - | - | - | 15  | 0  |
| Club Deportivo Platense · El Salvador             | Total               | Total               | 57  | 2  | 0 | 0 | 0 | 0 | 57  | 2  |
| Total en su carrera                               | Total en su carrera | Total en su carrera | 311 | 40 | 0 | 0 | 4 | 0 | 315 | 40 |
| (2) No incluye goles en partidos amistosos.       |                     |                     |     |    |   |   |   |   |     |    |

### Selección nacional
| Selección                                      | Año                 | Partidos | Goles |
| ---------------------------------------------- | ------------------- | -------- | ----- |
| El Salvador                                    |                     |          |       |
| 2015                                           | 1                   | 0        |       |
| Total en su carrera                            | Total en su carrera | 1        | 0     |
| Estadísticas hasta el 5 de septiembre de 2015. |                     |          |       |

## Palmarés
| Título        | Club                    | País        | Año  |
| ------------- | ----------------------- | ----------- | ---- |
| Clausura 2015 | Santa Tecla Fútbol Club | El Salvador | 2015 |
| Apertura 2016 | Santa Tecla Fútbol Club | El Salvador | 2016 |
| Clausura 2017 | Santa Tecla Fútbol Club | El Salvador | 2017 |